# Adam Kappacher
Adam Kappacher (ur. 15 grudnia 1993 w Schwarzach im Pongau) – austriacki narciarz dowolny, specjalizujący się w skicrossie.
Po raz pierwszy na arenie międzynarodowej pojawił się 26 marca 2011 roku w Kühtai, gdzie w zawodach FIS zajął 32. miejsce. Na mistrzostwach świata juniorów w Chiesa in Valmalenco w 2014 roku zajął 13. miejsce w skicrossie.
W Pucharze Świata zadebiutował 6 lutego 2015 roku w Arosie, zajmując 62. miejsce. Pierwsze pucharowe punkty wywalczył 13 lutego 2016 roku w Idre Fjäll, kiedy zajął 12. miejsce. Na podium zawodów tego cyklu pierwszy raz stanął 22 stycznia 2022 roku w Idre Fjäll, kończąc rywalizację w skicrossie na trzeciej pozycji. W zawodach tych wyprzedzili go jedynie Ryan Regez ze Szwajcarii i Francuz Terence Tchiknavorian. W sezonie 2019/2020 zajął dwunaste miejsce w klasyfikacji skicrossu.
Na mistrzostwach świata w Sierra Nevada w 2017 roku zajął szóste miejsce w skicrossie. Na rozgrywanych dwa lata później mistrzostwach świata w Solitude był czternasty. W 2018 roku wystąpił na igrzyskach olimpijskich w Pjongczangu, gdzie zajął 16. miejsce. Brał również udział w igrzyskach w Pekinie w 2022 roku, plasując się na 22. pozycji.

## Osiągnięcia

### Igrzyska olimpijskie
| Miejsce | Dzień     | Rok  | Miejscowość | Konkurencja | Zwycięzca   |
| ------- | --------- | ---- | ----------- | ----------- | ----------- |
| 16.     | 21 lutego | 2018 | Pjongczang  | Skicross    | Brady Leman |
| 22.     | 18 lutego | 2022 | Pekin       | Skicross    | Ryan Regez  |

### Mistrzostwa świata
| Miejsce | Dzień    | Rok  | Miejscowość   | Konkurencja        | Zwycięzca             |
| ------- | -------- | ---- | ------------- | ------------------ | --------------------- |
| 6.      | 18 marca | 2017 | Sierra Nevada | Skicross           | Victor Öhling Norberg |
| 14.     | 2 lutego | 2019 | Solitude      | Skicross           | François Place        |
| 7.      | 21 marca | 2025 | Engadyna      | Skicross           | Ryan Regez            |
| 7.      | 22 marca | 2025 | Engadyna      | Skicross drużynowy | Szwajcaria            |

### Puchar Świata

#### Miejsca w klasyfikacji generalnej
- sezon 2015/2016: 158.
- sezon 2016/2017: 141.
- sezon 2017/2018: 75.
- sezon 2018/2019: 70.
- sezon 2019/2020: 67.

Od sezonu 2020/2021 klasyfikacja skicrossu zastąpiła klasyfikację generalną.
- sezon 2020/2021: 21.
- sezon 2021/2022: 30.
- sezon 2022/2023: 54.
- sezon 2023/2024: 11.
- sezon 2024/2025: 10.

#### Miejsca na podium w zawodach
1. Idre Fjäll – 22 stycznia 2022 (skicross) – 3. miejsce
2. Val Thorens – 13 grudnia 2024 (skicross) – 1. miejsce